# 28 aC

## Esdeveniments
Imperi Romà
- August es converteix en cònsol per sisena vegada i Marc Vipsani Agripa per segona vegada.

## Necrològiques
- Mariamne I, la segona muller d'Herodes el Gran, és executada.[1]